# Saque de Roma (455)
O segundo dos três saques bárbaros de Roma, o Saque de 455, foi pelas mãos dos vândalos, então em guerra com o usurpador Imperador Romano do Ocidente, Petrónio Máximo.

## O saque
Em 455, o rei vândalo Genserico navegou com sua poderosa frota da sua capital em Cartago, até o Tibre e finalmente saqueou Roma. O assassinato e e usurpação do trono do imperador anterior (Valentiniano III) por Petrónio Máximo no mesmo ano foi visto por Genserico como uma invalidação de seu tratado de paz de 442 com Valentiniano.
Com a chegada dos vândalos, de acordo com Próspero, o Papa Leão I implorou a Genserico para não destruir a antiga cidade ou assassinar seus habitantes. Genserico concordou e as portas de Roma então abertas para ele e seus homens. Maximus, que fugiu em vez de lutar com vândalos foi morto por um romano fora da cidade.
É aceito que Genserico saqueou grandes tesouros da cidade, e também que tomou a viúva de Valentiniano, imperatriz Licínia Eudóxia, e suas filhas como reféns. Uma dessas filhas foi Eudócia, que mais tarde casou-se com Hunerico, filho de Genserico. A outra era Placídia, esposa de Olíbrio.

## Consequências
Há, porém, algum debate sobre a severidade do saque vândalo. O saque de 455 é geralmente visto pelos historiadores como sendo mais destruidor que o saque de 410 pelos visigodos, porque os vândalos permaneceram em Roma por catorze dias, enquanto que os visigodos permaneceram apenas três.
A causa de maior controvérsia, porém, é a alegação de que o saque foi relativamente "limpo"', e que não houve muitos assassinatos e violência, e os vândalos não queimaram edifícios na cidade. Esta interpretação parece vir da alegação de Próspero, de que o Papa Leão conseguiu persuadir Genserico a refrear a violência.
Porém, Vítor de Vita registrou quantos carregamentos de cativos chegaram à África vindos de Roma, com o propósito de ser vendidos como escravos. Similarmente, o historiador bizantino Procópio relata que ao menos uma igreja foi destruída.